# ثلاثي بروموفلوروميثان
ثلاثي بروموفلوروميثان أو هالون 1103 أو R 11B3 هو هالو الميثان مختلط مهلجن بالكامل أو بشكل أكثر دقة بروموفلوروكربون [الإنجليزية] (BFC). وهو سائل عديم اللون.
يمكن استخدام ثلاثي بروموفلوروميثان في طفايات الحريق .

## الخصائص الفيزيائية
سائل أصفر نقي. 

## جدول الخصائص الفيزيائية
| الخاصية                          | قيمة                                |
| -------------------------------- | ----------------------------------- |
| معامل الانكسار عند 20 درجة مئوية | 1.5216                              |
| التوتر السطحي عند 20 درجة مئوية  | 31.68 ملي ن·م -1                    |
| اللزوجة عند 0 درجة مئوية         | 2.09 ميللي باسكال·ثانية، 2.09 سي بي |